# Кућа народног хероја Владимира Радовановића
Кућа народног хероја Владимира Радовановића је грађевина која је саграђена током Другог светског рата. С обзиром да представља значајну историјску грађевину, проглашена је непокретним културним добром Републике Србије. Налази се у Годовику, под заштитом је Завода за заштиту споменика културе Краљево.

## Историја
Кућа народног хероја Владимира Радовановића (1906—1943) у Годовику је проглашена спомеником културе 1949. године због своје историјске вредности како би се очувала успомена на хероја Народноослободилачке борбе народа Југославије. Кућа је саграђена крајем 19. века као типичан примерак градитељства овог краја, квадратне основе без подрума, унутрашњости подељене на две просторије: кућу у којој је огњиште и собу. Кровна конструкција је на четири воде, покривена бибер-црепом. На кући је сачувана спомен-плоча која сведочи да је у њој рођен народни херој Владимир Радовановић који се веома рано укључио у све акције организоване од стране Савеза комуниста Југославије на територији општине Пожега. Погинуо је током борби на Неретви у марту 1943, а народним херојем је проглашен марта 1945. У централни регистар је уписана 6. априла 1982. под бројем СК 194, а у регистар Завода за заштиту споменика културе Краљево 22. фебруара 1982. под бројем СК 46.